# Liane Degaby
Ne doit pas être confondu avec Gaby Deslys ou Diane de Gabies.
Pour les articles homonymes, voir Liane et Bourdiaux (homonymie).
Annette Bourdiaux, dite Liane ou Diane Degaby, née à Fourchambault le 22 mai 1867 et morte à Paris le 21 juin 1948, est une artiste de music-hall et un modèle français.

## Biographie

### Jeunesse et famille
Annette Bourdiaux naît à Fourchambault en 1867, fille de Louis Bourdiaux, ajusteur, et Gabrielle Eglachy, son épouse.
Elle a une sœur cadette, Alphonsine, née en 1873 à Ivry-sur-Seine, plus tard connue comme chanteuse et actrice de théâtre sous le nom de Marcelle Bordo.

### Carrière
D’abord élève de Talbot, elle apprend ensuite les « poses plastiques » avec Marquet de Vasselot pour le cabaret « le jardin de Paris ».
De 1890 à 1900, vêtue d’un maillot de soie très ajusté, elle prend des poses statuaires : la Naissance de Vénus, Blessée par l’Amour, Judith, La Esméralda, La source... Elle se produit dans les grands music-halls parisiens : L’Eldorado, Les Folies Bergère, Le Casino de Paris, L’Olympia. Elle participe aussi à des revues (Vive la liberté). Elle parcourt la France et est invitée sur les scènes en Angleterre, Autriche, Roumanie, Russie. L’hebdomadaire La Fraternité écrira le 24 octobre 1892 : ‘ opulente beauté tendant la soie du maillot, montrant les chairs, idéalisant en une irrésistible apparition nos rêves les plus exigeants » ; pourtant elle confiera au journal Gil Blas: « Ma grande préoccupation est d’écarter de mes poses le côté grivois. Je tiens à rester chaste, chaste comme les statues que l’on regarde, sans mauvaise intention, pour leur unique beauté ».
À partir de 1900, elle devient comédienne dans des vaudevilles. Son premier rôle, où elle obtient immédiatement un certain succès, est Carmen de Saint-Hyrieix dans la pièce les deux Gosses de Pierre Decorcelle, jouée au théâtre l’Ambigu. En juin 1902, le Figaro relate qu’à l’occasion d’un thé musical chez le compositeur Jean-Charles Nouguès, elle donna la réplique à Sacha Guitry dans une pièce de celui-ci intitulée Fin de ménage (certainement la première de l’auteur)
Des photographies de Nadar et de Reutlinger attestent sa notoriété.
En 1906, Annette Bourdiaux épouse à Paris André Laval, né Jean Antoine Laval le 14 juin 1873 à Podensac (Gironde) ; il est négociant en bois et industriel de caisseries, avec un siège à Paris, des usines dans les Landes et Paris, et exploite avec son frère Jean Antoine Claude une importante entreprise de négoce à Marseille, les Caisseries réunies, née de la fusion des Caisseries du Prado et des Grandes Caisseries de Marseille. À partir de ce moment, Diane quitte la scène pour devenir Madame Laval-Degaby. Une dernière photographie de Nadar date de cette période.
Ses «poses plastiques» inspirent le sculpteur Alfred Boucher à qui André Laval commande une statue ; Diane Degaby sert de modèle pour la réalisation en marbre de Minerve s’armant ou S’il le faut, présentée au Salon des artistes français en mai 1912 ; une réduction, préalablement réalisée en 1911, est à l’inventaire du musée Camille Claudel à Nogent-sur-Seine. Alfred Boucher réalise et présente au même salon une autre sculpture de Diane Degaby intitulée La rêverie où elle apparaît assise et drapée. À l’issue du salon, le couple Laval-Degaby acquiert les sculptures, et, depuis 1935, La Minerve orne leur tombe au cimetière de Passy.
En 1913, elle donne son nom à une crème de soin Floradermine Degaby au profit d la maison de retraite des comédiens de Pont aux Dames. Plusieurs peintres réalisèrent des portraits de Diane Degaby : «Portrait de Madame Laval-Degaby» par Louise Abbéma, Exposition des Beaux-Arts (1re série, du 1er mai au 28 juin 1925) de la Société des Artistes Français en 1925,, Portrait par Léonard Sarluis, Salon des artistes français, le Journal, 1er mai 1925
André Laval meurt à son domicile parisien le 12 mars 1926. Inhumé à Marseille, son corps fut transféré au cimetière de Passy en octobre 1936, sous la statue de La Minerve s’armant. L’entreprise devint Établissements Veuve A. Laval-Degaby, jusque dans les années 1940.
Liane Degaby meurt à son domicile parisien du 71 avenue Franklin-Roosevelt le 20 juin 1948, quatre mois avant sa sœur Marcelle Bordo. Elle repose avec André Laval à Passy.

### L'îlot Degaby
En 1914, André Laval loue (ou achète) à la Marine une petite île identifiée sur les cartes d'état-major du XIXe comme faisant partie des îles des Pendus dans la rade sud de Marseille, île sur laquelle, sur ordre de Louis XIV souhaitant défendre la rade sud de la ville, avait été construit en 1703, un fortin dit de Tourville. Le fortin fut transformé en batterie de côte en 1860-1861 puis déclassé en 1889.«Pendant la guerre, alors que M. Laval était mobilisé au front comme officier, Mme Laval mit le fortin à la disposition de l’autorité militaire pour servir de petit hôpital d’une quinzaine de lits, sous la direction de Mme Laval elle-même.»
Le fortin est ensuite transformé en habitation d’une quinzaine de pièces, «la Villa Liane Degaby»,Le couple reçoit l’été et le lieu est le rendez-vous d’intellectuels et d’artistes ; l'îlot prend le nom d'île Degaby. Richement meublé, il renferme de nombreuses œuvres d’art ainsi qu’une bibliothèque»,.
André Laval avait exprimé l’intention d’en faire don à la ville de Marseille, quand en octobre 1921, la villa est cambriolée, le mobilier et les œuvres saccagées,.Les auteurs du cambriolage sont identifiés une quinzaine de jours plus tard mais le couple ne revient plus sur l’île.
La proximité de la luxueuse villa de la célèbre meneuse de revues Gaby Deslys qui lui fait vis-à-vis sur la corniche Kennedy et la similitude entre le prénom de l'une et le nom de théâtre de l'autre entretiennent une certaine confusion car l'île est parfois appelée à tort île Gaby.

## Décorations
- Officier d'académie, 1905[21],[22]
- Officier de l'Instruction publique, 1910[23],[24]

## Iconographie
- Ses photographies prises par Reutlinger sont publiées dans le catalogue La Référence des portraits contemporains, publié par la Librairie Nilsson, en 1897[25], 1898[26], 1899[27] et 1900[28].
- Liane Degaby (Annette Bourdiaux), Ogden's bromide cigarette card, années 1894-1907[29].
- Léonard Sarluis, Le Bonheur bourgeois, huile sur toile représentant Étienne Laval et Liane Degaby devant l'îlot Degaby, 1920[30],[31].

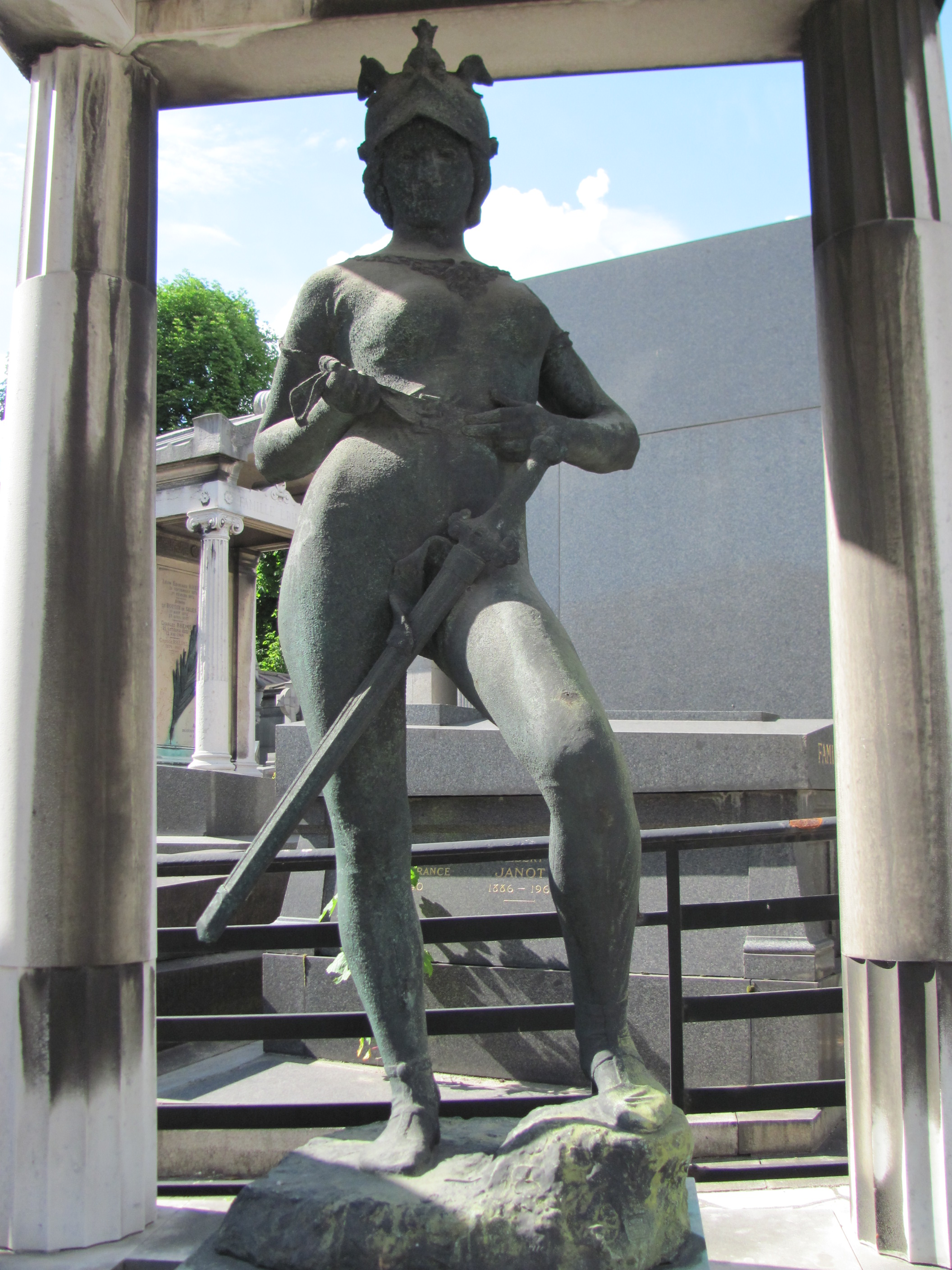
Liane Degaby en Minerve. Tombe d'André Laval,
cimetière de Passy à Paris